# Асташкин, Анисим Герасимович
Анисим Герасимович Асташкин (14 февраля 1914, Кочетовка — 8 июня 1972, там же) — помощник командира взвода 378-й отдельной разведывательной роты, старшина — на момент представления к награждению орденом Славы 1-й степени.

## Биография
Родился 14 февраля 1914 года в селе Кочетовка (ныне — в Инсарском районе Мордовии) в бедной крестьянской семье. Мордвин. Отец был плотником, мать — домохозяйкой. Окончил 4 класса начальной школы в родном селе. Став старше, стал работать с отцом плотником в колхозе.
В 1936 году был призван Красную Армию. Принимал участие в войне с Финляндией 1939—1940 годов. После демобилизации жил и работал в Москве.
В 1941 года был вновь призван в армию. В боях Великой Отечественной войны с сентября 1942 года. К осени 1943 года красноармеец Асташкин — разведчик 378-й отдельной разведывательной роты 279-й стрелковой дивизии. В составе этой части прошел до конца войны, сражался на Южном, 4-м Украинском и 1-м Прибалтийском фронтах.
В ночь 30 ноября 1943 года в разведпоиске у села Днепровка красноармеец Асташкин первым ворвался в траншею противника. Гранатами оказавшийся рядом расчет ручного пулемета. Паника в рядах противника дала возможность разведчикам захватить контрольного пленного.
Приказом от 3 декабря 1943 года красноармеец Асташкин Анисим Герасимович награждён орденом Славы 3-й степени
Весной 1944 года участвовал в боях за освобождение Крыма, штурмовал Севастополь. Летом дивизия была переброшена на север, в состав 1-го Прибалтийского фронта.
5 августа 1944 года в районе населенного пункта Пикули в 5 км восточнее города Елгава в тылу врага сержант Асташкин разведал слабые места в его обороне. Затем провел во фланг гитлеровцам стрелковый батальон, который внезапным ударом выбил их с занимаемой позиции. Через несколько дней сержант Асташкин с группой разведчиков получил задачу захвата «языка» на передовой. При переходе нейтральной полосы был контужен взрывом мины, но продолжил операцию. Лично прикрывал из пулемета группу захвата. Захваченный вражеский офицер дал ценные сведения.
Приказом от 20 сентября 1943 года сержант Асташкин Анисим Герасимович награждён орденом Славы 2-й степени.

Бюст на аллее Героев в Инсаре

В ночь на 23 сентября 1944 года группа разведчиков во главе со старшиной Асташкиным, получив задание достать контрольного пленного, переправилась через реку Лиелуппе в районе города Митава и проникла на территорию противника. В течение всего дня разведчик вели наблюдение. В ночь на 24 сентября командир группы с явной опасностью для жизни первым ворвался в траншею противника. Из ручного пулемета уничтожил 11 солдат противника, пытающихся пробиться на помощь к захваченному в плен офицеру. Группа без потерь вернулась в своё расположение, «язык» дал ценные сведения. За это поиск старшина Асташкин награждён орденом Красного Знамени.
К февралю 1945 года опытный командир разведчиков Асташкин имел на своем счету 68 солдат и офицеров противника, убитых и захваченных в плен. Его взвод уничтожил 11 дзотов и блиндажей, 8 пулеметных расчетов и две минометные батареи.
8 февраля 1945 года близ населенного пункта Сисены юго-западнее города Приекуле старшина Асташкин с 6 бойцами получил очередное заданий достать «языка». Разведчики организовали засаду в полосе обороны противника, нанесли внезапный удра по вражескому отряду численность более 30 человек. Огнём из автоматов и гранатами уничтожили много врагов, Асташкин лично уничтожил 18 солдат противника, и 1 захватил в плен. В этом бою Асташкин был ранен.
Вписался из госпиталя уже в самом конце войны. В июне 1945 года участвовал в параде Победы на Красной площади. В июне 1945 года был демобилизован и уехал домой, так инее узнав о последней награде.
Указом Президиума Верховного Совета СССР от 29 июня 1945 года за исключительное мужество, отвагу и бесстрашие в боях с вражескими захватчиками старшина Асташкин Анисим Герасимович награждён орденом Славы 1-й степени. Стал полным кавалером ордена Славы.
Вернулся в родное село Кочетовку. Работал в колхозе плотником. В 1966 году ветерану была вручена последняя боевая награда — орден Славы 1-й степени. В 1969 году он тяжело заболел, умер 8 июня 1972 года. Похоронен на кладбище села Кочетовка.
Награждён орденами Красного Знамени, Славы 3-х степеней, медалями.

## Память
- Бюст Асташкина установлен на аллее Героев в городе Инсар (Республика Мордовия).